# Oliver Nelson Plays Michelle
Oliver Nelson Plays Michelle è un album di Oliver Nelson, pubblicato dalla Impulse! Records nel 1966. Il disco fu registrato a New York (Stati Uniti) nelle date indicate nella lista tracce.

## Tracce
Lato A
1. Island Virgin – 3:25 (Billy Strayhorn, Duke Ellington) – Registrato il 13 aprile 1966
2. These Boots Are Made for Walkin' – 2:40 (Lee Hazelwood) – Registrato il 13 aprile 1966
3. Jazz Bug – 2:58 (Oliver Nelson) – Registrato il 14 aprile 1966
4. Together Again – 3:04 (Buck Owens) – Registrato il 14 aprile 1966
5. Flowers on the Wall – 2:31 (Lewis DeWitt) – Registrato il 13 aprile 1966
6. Yesterday – 2:40 (John Lennon, Paul McCartney) – Registrato il 14 aprile 1966

Lato B
1. Once Upon a Time – 3:35 (Johnny Hodges) – Registrato il 13 aprile 1966
2. Michelle – 2:25 (John Lennon, Paul McCartney) – Registrato il 14 aprile 1966
3. Do You See What I See? – 2:44 (George David Weiss, George Douglas, Oliver Nelson) – Registrato il 14 aprile 1966
4. Fantastic, That's You – 2:56 (George Cates, George Douglas, Mort Green) – Registrato il 13 aprile 1966
5. Beautiful Music – 2:16 (George David Weiss, George Douglas) – Registrato il 13 aprile 1966
6. (Land of Meadows) Meadowland – 2:46 (Albert Sirmay, Harold Rome, V. Gusser, L. Knipper) – Registrato il 14 aprile 1966

## Musicisti
Brani A1, A2, A5, B1, B4 e B5
- Oliver Nelson - sassofono alto, sassofono tenore, arrangiamenti, conduttore musicale
- Clark Terry - tromba, flicorno
- Snooky Young - tromba
- Phil Woods - sassofono alto
- Romeo Penque - sassofono tenore, flauto, flauto alto
- Danny Bank - sassofono baritono
- Hank Jones - pianoforte
- Al Lucas - chitarra elettrica
- Billy Butler - chitarra, basso elettrico
- Bob Cranshaw - contrabbasso
- Grady Tate - batteria
- Bobby Rosengarden - percussioni

Brani A3, A4, A6, B2, B3 e B6
- Oliver Nelson - sassofono alto, sassofono tenore, arrangiamenti, conduttore musicale
- Joe Newman - tromba
- Snooky Young - tromba
- Clark Terry - tromba, flicorno
- Phil Woods - sassofono alto
- Jerome Richardson - sassofono tenore, flauto, flauto alto
- Danny Bank - sassofono baritono
- Hank Jones - pianoforte
- Barry Galbraith - chitarra
- Richard Davis - contrabbasso
- Grady Tate - batteria
- Bobby Rosengarden - percussioni